# Willie Davenport
Wilbur D. Davenport, detto Willie (Troy, 8 giugno 1943 – Chicago, 17 giugno 2002), è stato un ostacolista e bobbista statunitense, campione olimpico dei 110 metri ostacoli a Città del Messico 1968.

## Biografia
Nella sua carriera partecipò a quattro edizioni dei Giochi olimpici estivi vincendo una medaglia d'oro nel 1968 e una di bronzo nel 1976. Partecipò inoltre ai Giochi olimpici invernali del 1980.
Davenport prese parte alla sua prima Olimpiade a Tokyo 1964, raggiungendo le semifinali dei 110 m ostacoli. Quattro anni dopo, a Messico 1968, raggiunse la finale e vinse la medaglia d'oro. A Monaco 1972 finì quarto, mentre a Montréal 1976, alla sua terza finale consecutiva, conquistò la medaglia di bronzo.
Terminò la sua carriera di atleta nel 1980, togliendosi la soddisfazione di partecipare alle Olimpiadi invernali di Lake Placid, dove fece parte dell'equipaggio statunitense di bob a quattro che si classificò al dodicesimo posto. Fra gli altri trofei conquistati vanno ricordati 5 titoli nazionali indoor sulle 60 iarde a ostacoli.
È morto di infarto all'Aeroporto Internazionale O'Hare di Chicago il 17 giugno 2002.

## Atletica leggera

### Palmarès
| Anno | Manifestazione      | Sede              | Evento   | Risultato  | Prestazione | Note            |
| ---- | ------------------- | ----------------- | -------- | ---------- | ----------- | --------------- |
| 1964 | Giochi olimpici     | Tokyo             | 110 m hs | Semifinale | 14"2        |                 |
| 1967 | Giochi panamericani | Winnipeg          | 110 m hs | Argento    | 13"55       |                 |
| 1968 | Giochi olimpici     | Città del Messico | 110 m hs | Oro        | 13"33       | Record olimpico |
| 1972 | Giochi olimpici     | Monaco            | 110 m hs | 4º         | 13"50       |                 |
| 1976 | Giochi olimpici     | Montréal          | 110 m hs | Bronzo     | 13"38       |                 |

### Campionati nazionali
- 3 volte campione nazionale dei 110 metri ostacoli (1965, 1966, 1967)
- 5 volte campione nazionale indoor delle 60 iarde a ostacoli (1966, 1967, 1969, 1970, 1971)

### Altre competizioni internazionali
1960
- Oro al Weltklasse Zürich ( Zurigo), 110 m hs - 13"2

## Bob

### Palmarès
| Anno | Manifestazione  | Sede        | Evento  | Risultato | Prestazione | Note |
| ---- | --------------- | ----------- | ------- | --------- | ----------- | ---- |
| 1980 | Giochi olimpici | Lake Placid | Bob a 4 | 12º       | 4'06"11     |      |